# レイ・パーキンス
レイ・パーキンス（Walter Ray Perkins 1941年12月6日 - 2020年12月9日）は、ミシシッピ州マウントオリーブ出身の元アメリカンフットボール選手、アメリカンフットボールコーチ。NFL、カレッジフットボールそれぞれで選手、コーチ経験がある。

## 選手歴
1964年から1966年までアラバマ大学の名将だったベア・ブライアントの下でプロフットボール殿堂入りを果たしたジョー・ネイマスらと共にプレイした。1964年、1965年、1966年とアラバマ大学はサウスイースタン・カンファレンスのチャンピオンとなっただけでなく、1964年、1965年には全米チャンピオンとなった。4年次に彼はチームキャプテンを任されオールアメリカンにも選ばれた。卒業後NFLのボルチモア・コルツ入りし、1970年、オークランド・レイダースとのAFCチャンピオンシップゲームではジョニー・ユナイタスからの68ヤードタッチダウンパスをレシーブする活躍を見せて、チームは第5回スーパーボウルに出場し、スーパーボウルでは優勝を果たしている。

## 指導者歴
現役引退後、ニューイングランド・ペイトリオッツのアシスタントコーチ（1974年-1977年）、サンディエゴ・チャージャーズのオフェンスコーディネーター（1978年）を経て1979年から1982年にはニューヨーク・ジャイアンツのヘッドコーチを務めた。この時彼の元にいたアシスタントコーチには後にスーパーボウルを制覇するビル・パーセルズ、ビル・ベリチックや2005年からクリーブランド・ブラウンズのヘッドコーチとなったロメオ・クレネルがいる。
1983年に母校アラバマ大学のヘッドコーチに就任、1985年12月には3年間の契約延長を果たした。1986年シーズン終了後、タンパベイ・バッカニアーズからのヘッドコーチのオファーを受けた彼は母校を後に2回目のNFLヘッドコーチ就任を果たした。
1987年から1990年の4年間、彼はタンパベイ・バッカニアーズのヘッドコーチを務めたがその際、アラバマ大学時代の教え子であるマイク・シュラー、カート・ジャービス、キース・マッカンツらも起用した。1990年シーズンの12月3日に解任され、後任にはリチャード・ウィリアムソンが就任した。ジャイアンツ時代とあわせたNFLヘッドコーチとしての通算成績は42勝75敗であった。
1991年12月、アーカンソー州立大学のヘッドコーチに就任した。1993年から1996年までニューイングランド・ペイトリオッツのオフェンスコーディネーターとしてビル・パーセルの下でアシスタントコーチを務め、1997年にはオークランド・レイダースのオフェンスコーディネーターに、1999年から2000年にはクリーブランド・ブラウンズのタイトエンドコーチを務めた。

### 引退後
2012年、旧友で66歳のトム・コフリンについて、あと15年から20年は現役でコーチを続けることができると語った。
2020年12月9日に死去。79歳没。

## 受賞歴
- 1966年サウスイースタンカンファレンス年間最優秀選手
- 1966年オールアメリカンファーストチーム、ワイドレシーバー部門
- 1990年アラバマ州スポーツ殿堂入り
- 2005年シニアボウル殿堂入り